# Monumento a Euclides

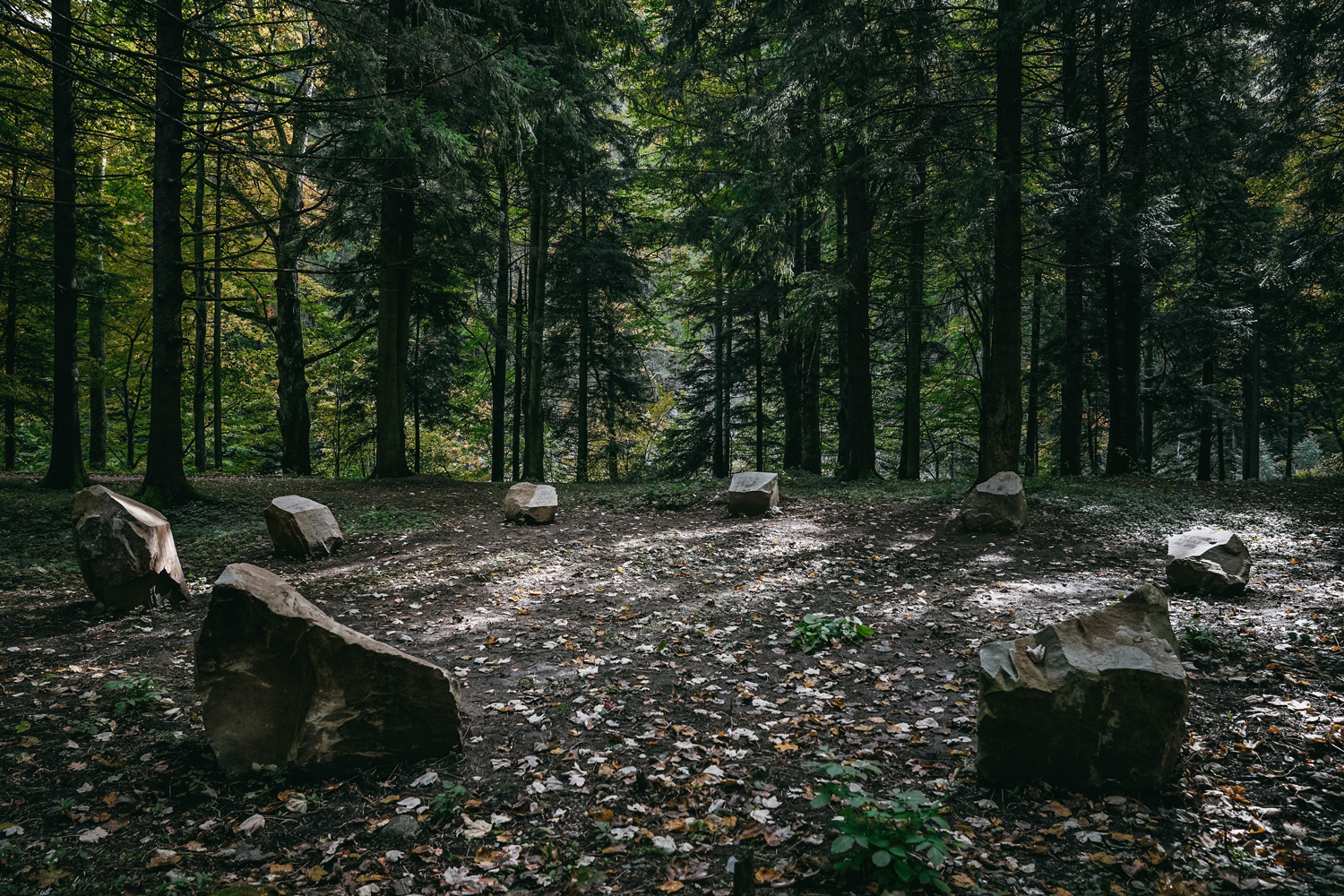
Vista geral

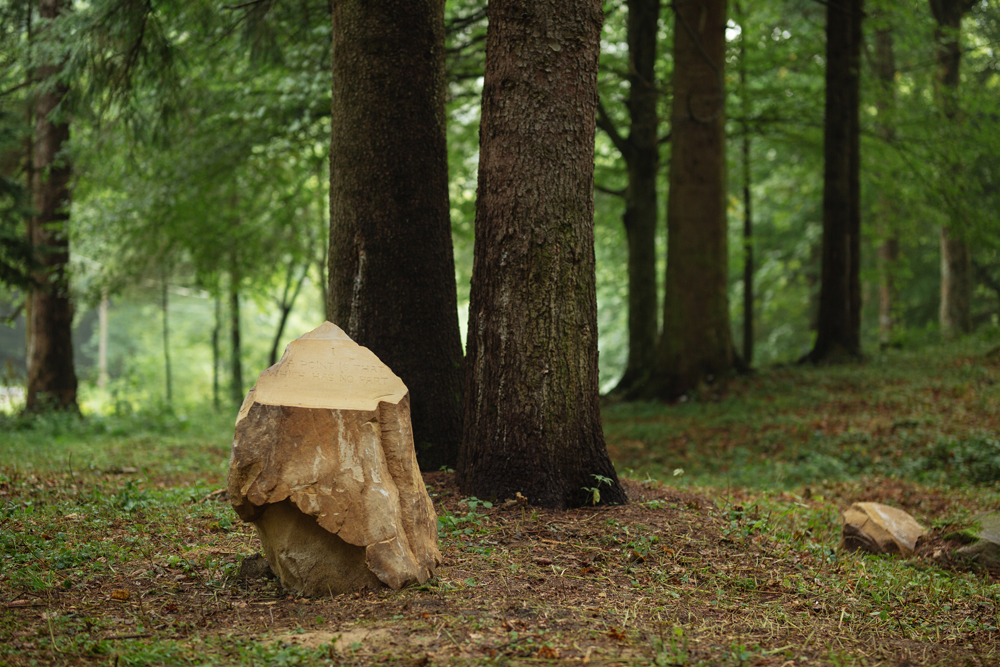
Detalhe da instalação, retratando a pedra com inscrição do primeiro apontamento do livro Os Elementos de Euclides em inglês: "I - A point is that which has no parts"

Monumento a Euclides (2017) é uma instalação pública permanente criada pelo artista visual Felippe Moraes na cidade de Slănic Moldova na região de Bacău na Romênia. A obra consiste de oito pedras de arenito colocadas em círculo e alinhadas aos pontos cardeais. Cada uma delas é seccionada e gravada com um dos primeiros oito apontamentos sobre geometria da obra Os Elementos do matemático grego Euclides.